# Roca Oceánica
La Roca Oceánica está ubicada en el borde costero entre las ciudades de Concón y Viña del Mar, Región de Valparaíso, Chile y fue declarada Santuario de la Naturaleza el 27 de marzo de 1990 por el Consejo de Monumentos Nacionales de Chile, mediante el Decreto Supremo n.º 481 por constituir una zona de gran valor geológico, ecológico y biológico marino, que se ha conservado en forma natural y libre de contaminación, lo que hace precisa su preservación.

## Historia
La Corporación Cultural de la Quinta Región de Valparaíso fue quien formuló la solicitud de declaratoria para este Santuario de la Naturaleza, y aunque la Roca Oceánica, de 0,8 hectáreas, se encuentra de forma geográfica dentro de la comuna de Concón, su administración correspondió a Viña del Mar hasta el año 2019. 
Recién el 26 de noviembre del 2020, tras un acuerdo de preservación y respeto en su calidad de Santuario de la Naturaleza, el municipio de Viña del Mar traspasó este espolón natural mediante la firma de la escritura pública a la Municipalidad de Concón, quienes se encuentra apoyando la solicitud de ampliación del Santuario de la Naturaleza, que gestiona el Consejo de Monumentos, junto al Ministerio de Medio Ambiente, para aumentar su protección.
Por otro lado, puede apreciarse en el lugar distintos tipos de elementos culturales que han dejado huella en el lugar desde tiempos remotos hasta nuestros días. Podemos destacar la proeza que significó abrir camino con la tecnología del siglo pasado, la cual está registrada en una placa al costado del roquerío recordando las explosiones de pólvora con que se abrió paso el camino costero.

## Características
La Roca Oceánica es un promontorio rocoso, de forma ovoidal con 25 m de altitud, la cual se interna hacia el mar, formando un mirador natural de gran compacidad en la cuenca visual, desde donde se puede observar de manera privilegiada la inmensidad del océano y la fauna marina que se acerca o que descansa en ellas, ofreciendo la posibilidad de llevar a efecto estudios e investigaciones geológicas, ecológicas y biológicas marinas.

## Geología
Este santuario natural tiene farellones altos de difícil acceso a su alrededor y no presenta cursos de agua, recibiendo solamente aguas lluvias y aguas provenientes de la condensación de las aguas marinas que embisten el acantilado del lugar.
La Roca Oceánica está conformada por roqueríos con carácter de arrecife, rocas sedimentarias y rocas ígneas magmáticas Paleozoicas, atravesadas de diques básicos de edad entre 157 y 163 millones de años orientados al noroeste, que según publicaciones de varios científicos nacionales el año 2005 serían una muestra de la actividad tectónica planetaria. Es posible apreciar en la cristalización de las formas rocosas el movimiento tectónico y las fuerzas de la naturaleza que hicieron posible esa particular conformación.
Sus características geológicas sedimentarias hacen que se pueda observar también una buena diversidad de estratos rocosos, diferenciados por su color y textura de las rocas. En su parte plana, se encuentran vestigios de un conchal arqueológico de edad paleozoica, compuesta por rocas graníticas, del tipo granitoides, granodioritas, tonalitas, entre otras, las que se encuentran levemente metamorfizadas por la acción antrópica. Este conchal era de grandes dimensiones y fue cortado por la ejecución, en tiempos históricos, del camino costero.

## Arqueología
El conchal que se encuentra en el lugar, es una muestra clara de la presencia de restos arqueológicos de los antiguos habitantes costeros.
También, hay un número no menor de animitas ubicadas en las proximidades o bien en el lugar mismo, que son un reflejo cultural de muy difícil traslado producto de la fe y el cariño que moviliza a quienes realizan estas construcciones

## Flora y Fauna

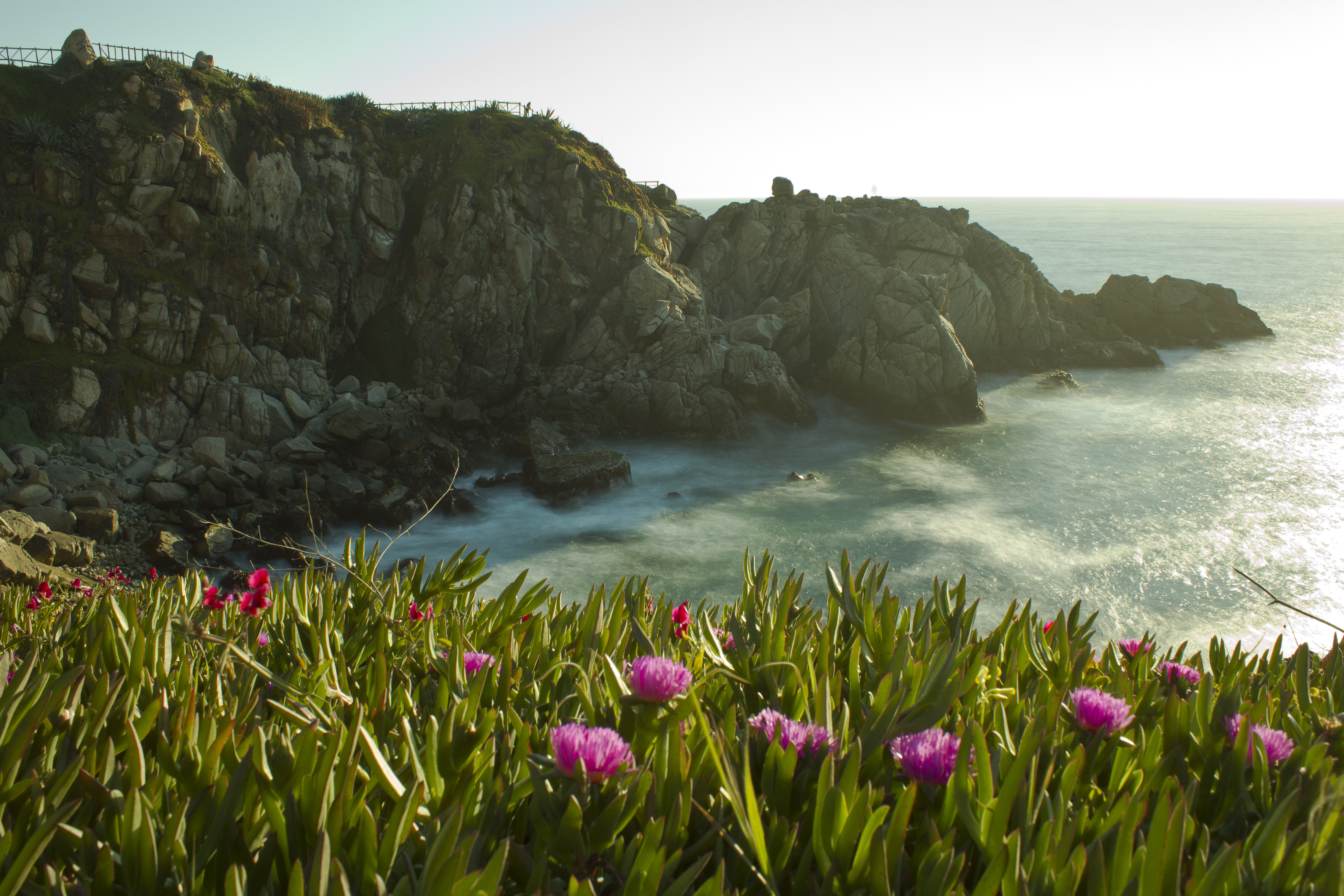
Gramíneas en la Roca Oceánica

El ambiente costero ha influido en la posibilidad de contemplar la biodiversidad del lugar, existiendo una rica variedad de animales marinos. Los roqueríos circundantes son utilizados por ejemplares de lobo marino común y pingüino de Humboldt, como punto de descanso entre los desplazamientos que realizan para alimentarse.
Además, gracias a los avistamientos ornitológicos ha sido posible determinar la permanencia de distintas aves como cormorán yeco, gaviota dominicana, gaviotín monja, piquero, guanay, pelícano; junto a otras especies migratorias que visitan nuestras costas en verano y que provienen del Hemisferio Norte como el chorlo de collar, el chorlo de doble collar, cormorán lile, playero de baird, la becacina, el zarapito de pico curvo, zarapito de pico recto y becacina, entre otros. También está la gaviota garuma, que migra hacia las costas del norte y centro del país, luego de nidificar en el desierto de Atacama.
La flora del lugar está en el proceso inicial de la sucesión ecológica, comenzando la colonización de especies vegetales de pequeño tamaño de tipo gramíneas, ya que no hay desarrollo de suelo, pues estas son las únicas especies capaces de adaptarse a este ambiente, ya que se hidratan a partir de la condensación de las aguas marinas que embisten el acantilado.  

## Turismo
El mirador es uno de los sitios más turísticos de Concón, debido a su apariencia natural y agreste que constituye un hito, el cual es visitado durante todo el año como punto de observación urbana y de la naturaleza circundante. Sobre la roca hay distintas escalinatas de fácil acceso que permiten al turista transitar con total libertad y bancos que se encuentran de cara al mar. Por otro lado, se encuentra cerca de otro Monumento de gran importancia, el Campo Dunar de Concón.

## COVID-19
Al inicio de la pandemia del COVID-19 en Chile, el llamado transversal era a permanecer en casa, evitando asistir a distintos lugares públicos. Producto de esta situación, el Municipio de Concón decidió cerrar las puertas de la Roca Oceánica, para evitar que personas se aglomeraran en este lugar.
Después de meses clausurado, la Roca Oceánica volvió a recibir visitantes bajo estrictas recomendaciones sanitarias desde el 6 de noviembre del 2020, todos los días entre las 10:00 y las 19:00 horas, para turistas y residentes, reactivando el turismo local. 
Como parte de las medidas sanitarias preventivas, el Municipio sanitizó diariamente el Santuario y además fiscalizó que se cumplan con las recomendaciones sanitarias y que no se sobrepase el aforo permitido.

## Amenaza de Inmobiliarias
El año 2020 la Inmobiliaria Punta Piqueros S.A, perteneciente a los grupos Said, Urenda y Bolocco, pretende iniciar obras de construcción sobre y alrededor de la conocida Roca Oceánica para llevar a cabo el proyecto “Hotel Punta Piqueros”, el cual fue calificado favorablemente por la Comisión de Evaluación Medioambiental de la Región de Valparaíso e incluye la obligación de realizar obras de mitigación para evitar los daños que se pudieran causar al Santuario de la Naturaleza Roca Oceánica.
Sin embargo, los defensores de la Roca Oceánica acusaron que el actuar de la inmobiliaria es ilegal y arbitrario, ya que dentro de las obras de construcción que desarrollan, se encuentra una a 400 metros de distancia del proyecto “Hotel Punta Piqueros” que se emplaza en el área protegida del Santuario de Naturaleza Roca Oceánica, que no fue objeto de Calificación Ambiental en conformidad a los artículos 10 y 11 de la Ley N°19.300, no contaba con un Estudio de Impacto Ambiental (EIA) ni Permiso Ambiental válido y vigente, por lo que incurre en omisiones arbitrarias que vulneran el derecho a vivir en un medio ambiente libre de contaminación.  
Debido a esto, la Fundación Yarur Bascuñán y la Corporación Pro Defensa del Patrimonio Histórico y Cultural de Viña del Mar, interponen un recurso de protección ante la Segunda Sala de la Corte de Apelaciones de Valparaíso, el cual rechazaron, aludiendo a que ya se habían realizado las construcciones. Por tanto, al no acogerse el recurso de protección, se ratifica la autorización para la destrucción del santuario y sus alrededores, considerándola como “obras de mitigación”. Como consecuencia, el año 2021 el vocero de la Corporación Pro Defensa del Patrimonio Histórico y Cultural de Viña del Mar, Hernán Madariaga, llevó el caso a la Corte Suprema que terminó declarando ilegal la construcción del Hotel y todo lo relacionado con éste.

## Sendero de Interpretación Ambiental ilegal
A causa del conflicto con la Inmobiliaria Punta Piqueros S.A, éstos presentan un anteproyecto llamado Plan de Mejoras Santuario de la Naturaleza Roca Oceánica, a cargo de los arquitectos Mabel Santibáñez y Cristian Rojas, el cual fue desarrollado gracias a un trabajo de gabinete y a los resultados de tres talleres de trabajo con varios actores involucrados en el Plan de Manejo 2020 – 2025 para el Santuario de la Naturaleza Roca Oceánica, con el objetivo de ''mejorar las condiciones'' del Santuario de la Naturaleza Roca Oceánica.
José Manuel Álvarez, asesor urbano municipal, sostuvo que estas acciones son resultados de las obras de compensación realizadas por el Hotel Punta Piquero, no son obras de edificación, y en ningún caso se va a iba a destruir la Roca Oceánica. Además, el municipio argumentó que el proceso había contado con participación ciudadana. Sin embargo, Ilén Sáez Larravide, presidenta de la agrupación Patrimonio Vivo Costa, aclara que la intervención realizada en el Santuario de la Naturaleza Roca Oceánica, al contrario de lo que señala la Municipalidad, no contó con participación ciudadana, y que se enteraron en el taller del Plan de Manejo del Santuario, por la misma representante de la inmobiliaria Punta Piqueros, que estaban ad portas de realizar la ejecución de una intervención en el Santuario. Por presión de los participantes del taller lograron que se realizara una presentación del proyecto y se solicitó el proyecto completo al Consejo de Monumentos Nacionales (CMN), logrando la presentación del recurso de no innovar, pero la obra ya estaba en ejecución.
El objetivo era construir Senderos de Interpretación Ambiental (SIA), medios educativos, recreativos, turísticos y de conservación y gestión ambiental. El plan comprendía un mejoramiento del mobiliario público y de las condiciones de los senderos existentes en el Santuario de la Naturaleza Roca Oceánica, acompañado de la instalación de sistema de iluminación con energía solar fotovoltaica y un circuito de senderos, construyendo un recorrido preestablecido con una serie de paradas de Interpretación del patrimonio que resalta y pone en valor tanto los aspectos biológicos, ecológicos y socioculturales que han estado presentes en la configuración de este sitio y que constituyen su verdadero patrimonio.
Sin embargo, gracias a la organización Duna Viva, el 29 de marzo del 2021 la Corte Suprema declara ilegal las obras en la Roca Oceánica, ya que no fueron objeto de calificación ambiental, que se emplazan en áreas protegidas y sobre las cuales no se dispuso la realización de obras de mitigación en conformidad al artículo 98 del Decreto Supremo N°40 del Ministerio del Medio Ambiente.  y reitera que Hotel Punta Piqueros no cuenta con permiso de edificación ni ambiental alguno. El abogado Gabriel Muñoz explicó que este fallo marca un antes y un después, dado que con la sentencia se establece una protección transversal, tanto al Campo Dunar de la Punta de Concón, como a la Roca Oceánica y el camino costero Reñaca - Concón.